# Blue Seed
Blue Seed (碧奇魂 ブルー シード,) Aokushimitama Blue Seed) é um manga criada por Yuzo Takada. Foi adaptado para anime pelo estúdio Ashi Productions em parceria com a Production IG, com 26 episódios, que originalmente foram transmitidos no Japão de 5 de outubro de 1994 à 29 de março de 1995.
Foi exibido no Brasil pelo extinto canal por assinatura Locomotion de novembro de 2000 até julho de 2005, quando o canal tornou-se o Animax.

## Enredo
A história é baseada no ciclo Izumo da Mitologia japonesa, sobre a lenda do deus Susanoo e o monstro Yamata-no-Orochi. Após o desaparecimento da herdeira da família Kushinada que deveria zelar pela proteção do Japão, a organização TAC (Centro de Administração Terrestre) precisa encontrar e proteger a irmã dela, Fujimiya Momiji (藤宮 紅葉),[carece de fontes?] que é descendente da mítica princesa Kushinada (奇稲田姫), cuja família é portadora do sangue capaz de conter os aragami (荒神, deuses furiosos), demônios criados por Orochi que ameaçam a nação. Momiji deve ser o sacrifício para com seu sangue destruir os aragami. No decorrer da história, Momiji se revela mais do que um mero sacrifício e é recrutada pela TAC, enquanto precisa também lidar com um rapaz misterioso chamado Mamoru Kusanagi, que de um algoz aparente, acaba se tornando seu protetor e interesse romântico.

## Personagens

### Momiji Fujimiya(藤宮 紅葉,Fujimiya Momiji)
- Dublada por - Megumi Hayashibara

Momiji Fujimiya nasceu em Izumo, o berço de muitas lendas japonesas. Até então, ela considerava-se uma garota bastante simples, ainda que tinha de ser submetida a constantes rituais de purificação, sebdi que sua avó sempre a lembrava que ela deveria ter em mente do seu real destino, de estar pronta para se sacrificar para o bem do povo do Japão. Porem, ela nunca teve a noção de como ela realmente era diferente neste ponto, até conhecer Mamoru Kusanagi (Meio homem, meio Aragami vindo de Orochi) e descobrir o seu poder e o que significava realmente o seu destino. A partir daí, após uma série de reviravoltas, ela precisará lutar ao lado da TAC e de Kusanagi para resolver os vários casos de ataques dos aragami ao redor do Japão e encarar seu futuro como sacrifício pelo bem do Japão.

### Kusanagi Mamoru(草薙護,Mamoru Kusanagi)
- Dublado por - Kazuhiko Inoue

Escolhido originalmente por Yamata-no-Orochi para proteger os descendentes da família Kushinada afim de impedir a sua destruição pelo poder do sangue destes, Kusanagi é o herdeiro de sete das oito magatamas que representam os espíritos de Orochi e o poder de controlar e dominar os aragami. Com esse poder, Kusanagi se manteve como um guardião longínquo da irmã mais velha de Momiji, Kaede por quem aparentemente nutria sentimentos. Após o seu desaparecimento, o mesmo decidiu abandonar seu dever como guardião, tentando assassinar Momiji, até ser confrontado por uma das cabeças de Orochi que aponta a sua incapacidade de fazê-lo por sua ligação instintiva com os Kushinada. No decorrer da história, torna-se um caçador de aragamis ao lado de Momiji da TAC, usando o poder da garota de detectar a presença dos monstro para combatê-los. Momiji se apaixona por ele, o qual durante maior parte da história não consegue retribuir por seus confusos sentimentos por Kaede, além de achar Momiji muito infantil, ao mesmo tempo que possuí dificuldade em acreditar em ser digno dos sentimentos desta por sua natureza monstruosa como meio aragami.

## TAC
O grupo TAC (Centro de Administração da Terra) é uma facção secreta do governo japonês que trata de estudar e combater os Aragami, uma raça de criaturas-plantas que ameaçam o Japão desde a antiguidade. A arma final do TAC é Kaede, uma menina da família Kushinada, cujo destino é um dia se tornar o sacrifício humano que salvará a humanidade. Entretanto, demonstrando ter suas próprias ambições, Kaede desaparece num feixe de luz. Com o Aragami aparentemente planejando algo grande, o TAC necessitará de ir pro plano B: Momiji, irmã gêmea de Kaede.

#### Daitetsu Kunikida(国木田 大哲,Kunikida Daitetsu)
- Dublado por - Akio Ohtsuka

O Diretor Chefe da TAC, o sr. Kunikida adotou e criou Kaede Fujimiya como sua própria filha, ao mesmo tempo que com o poder da garota, explorou suas habilidades para rastrear e destruir os aragamis. O aparente sacrifício da jovem no começo da série entristece-o severamente, fazendo mudar sua atitude, quando este toma a decisão como líder do TAC de cuidar de Momiji, a quem ele busca não explorar seus poderes de rastrear os aragami, fazendo de tudo para trata-la como uma garota normal.

#### Azusa Matsudaira(松平 梓,Matsudaira Azusa)
- Dublada por - Yoshiko Sakakibara

Uma cientista dedicada, especializada na área de biologia experimental, é a referência científica da TAC, junto a Yeagashi, trabalhando integralmente na pesquisa sobre constituição biológica dos aragamis. É uma mulher extremamente apaixonada pela ciência, a ponto de ser auto considerar uma mulher relapsa e uma péssima mãe, visto ter se divorciado. Possuí um filho, Jun, por quem tem um amor genuíno, ainda que por causa do trabalho tenha dificuldade para mostra-lo.

#### Koume Sawaguchi(沢口 小梅,Sawaguchi Koume)
- Dublada por - Kotono Mitsuishi

Uma ex-oficial das Forças de Autodefesa do Japão, Koume é uma legítima guerreira amante de armas pesadas que foi transferida para TAC por insubordinação. Embora costume aparecer vestida com uma roupa de paraquedista de cor rosa, ela nunca age de uma "maneira feminina" como a suposta cor sugere. Acredita que a força bruta e boas armas são a melhor maneira de acabar com os aragamis e fica amiga de Momiji apenas pela habilidade dela de localizar a presença dos monstros. Apesar de seu jeitão forte, ela acaba se revelando uma mulher vulnerável e carente de amor, algo que consegue com um dos personagens de natureza completamente oposta à dela.

#### Yoshiki Yaegashi(八重樫 良樹,Yaegashi Yoshiki)
- Dublado por - Yuji Ueda

O especialista em sistema de informações e computadores da TAC, Yoshiki é um estereótipo de um nerd de computador. Por vezes tímido, e amante de eroges, ele sempre acreditou que sua presença na TAC teria sido o grande fracasso de sua vida, após abandonar uma prolífica carreira na área de economia. Desenvolveu um incrível programa capaz de analisar e descobrir as fraquezas dos aragamis, mas para tal, usou como teste a capacidade de prever qual animal na calcinha de Momiji que ela estaria usando. Possuí um grande atrito com Koume, que acaba se tornando amor no final da série.